# Plaza de la Corredera
La Plaza de la Corredera è la principale piazza di Cordova.

## Caratteristiche
La piazza ha una forma rettangolare e ricalca il modello della Plaza Mayor di Madrid, ed è l'unica dell'Andalusia con queste caratteristiche.
Durante l'epoca romana la piazza era l'ingresso principale all'anfiteatro e durante i lavori di ricostruzione sono stati ritrovati magnifici mosaici dell'epoca, oggi conservati presso l'Alcázar de los Reyes Cristianos.
In passato la piazza ha ospitato diverse manifestazioni publiche come corride, autodafé e roghi dell'Inquisizione.